# Alfredo Gottardi
Alfredo Gottardi, mais conhecido como Caju (Curitiba, 14 de janeiro de 1915 — Curitiba, 24 de abril de 2001), foi um futebolista e técnico brasileiro que atuava como goleiro e é considerado um dos maiores ídolos da história do Athletico Paranaense.
Como homenagem, seu nome é a denominação de um dos mais modernos centros de treinamento da América do Sul: o Centro Administrativo e Técnico Alfredo Gottardi, ou simplesmente "CAT Caju".

## Carreira
Alfredo iniciou sua carreira no Savoia Futebol Clube e sucedendo ao irmão Roberto, que era o goleiro do rubro negro paranaense, Caju fez história ao defender o gol do Athletico Paranaense por dezessete anos. Também foi goleiro da Seleção Paranaense de Futebol e da Seleção Brasileira de Futebol e fez parte da comissão técnica que venceu o campeonato paranaense de 1958. Como jogador, foi campeão pelo CAP em seis temporadas. Caju é o pai do ex-zagueiro Alfredo Gottardi Júnior, marcante defensor do Athletico-PR nos anos 1960 e 1970.
Morreu aos 86 anos, em Curitiba, no dia 24 de abril de 2001, e foi enterrado no Cemitério da Água Verde, na capital paranaense.

## Títulos
- Campeonato Paranaense: 1934, 1936, 1940, 1943, 1945 e 1949